# The Jazzmasters III
The Jazzmasters III è un album di genere smooth jazz pubblicato nel 1999 dal musicista inglese Paul Hardcastle.
L'album fa parte della serie The Jazzmasters, nata nel 1993 insieme a quella che porta il nome di Hardcastle.

## Tracce
1. London in Springtime - 3:51
2. Lost in Space - 4:55
3. Ventura Highway - 3:57
4. Nightcrawler - 4:38
5. Don't Let it Get You Down - 5:07
6. Starchild - 3:37
7. Dreams - 4:10
8. Trippin' Rhythm - 3:46
9. New Dawn - 3:24
10. Red Zone - 3:42
11. Still Thinking - 4:16
12. Down So Low - 5:04
13. London Chimes - 3:53

London Chimes è la versione strumentale di London in Springtime.